# ماماتی

ماماتی

ماماتی (به گرجی: მამათი) یک روستا‌ی کوچک در شهرداری لانچخوتی ناحیه گوریا در غرب گرجستان است. ماماتی در سال ۲۰۱۴ میلادی، ۲۵۴ نفر جمعیت داشته است. دومین رئیس‌جمهور گرجستان، ادوارد شواردنادزه در ۲۵ ژانویه ۱۹۲۸ در ماماتی زاده شد.